# Tengeli älv
Tengeli älv, finska Tengeliönjoki, är ett fors- och sjörikt finländskt vänsterbiflöde till Torne älv, och mynnar i denna mitt emot Övertorneå kyrkoby. Dess avrinningsområde är 3118 km², varav hela 8,65% utgörs av sjöar. Älvens största forsar är Portimonkoski och Luonionkoski, men en stor del av dess vattenkraft är utbyggd. Därmed är Tengeli älv ett av få utbyggda vattendrag i Torne älvs flodområde.